# A Maldição da Flor Dourada
Man cheng jin dai huang jin jia (bra/prt: A Maldição da Flor Dourada) é um filme sino-honconguês de 2006, dos gêneros ação e drama romântico, escrito e dirigido por Zhang Yimou, baseado em peça teatral de Yu Cao.

Do mesmo diretor de Herói e de O Clã das Adagas Voadoras, A Maldição da Flor Dourada é um épico Chinês que retrata o período da última dinastia Tang (618-907), no século X. O filme foi o escolhido da China para concorrer ao Oscar de melhor filme estrangeiro em 2006, porém foi nomeado ao Oscar de melhor figurino.
Produzido em Hong Kong, 2006, com um orçamento de US$45 milhões, foi, até à data, o filme mais caro da China, superando Chen Kaige, (A Promessa). O filme foi escolhido 13 vezes por Hong Kong Film Award de 2007. O filme A Maldição da Flor Dourada teve um orçamento de 45 milhões de dólares.

## Sinopse
China, final da dinastia Tang, século X. Flores douradas ornamentam o palácio imperial da China, na véspera do Festival Chong Yang. O Imperador (Chow Yun-Fat) regressa inesperadamente com o segundo filho, o príncipe Jai (Jay Chou), para celebrar as festividades com a família, apesar da tensão e da relação fria com a Imperatriz (Gong Li). Durante alguns anos, a Imperatriz manteve uma relação ilícita com o enteado, o príncipe Wan (Liu Ye), que por sua vez se sente prisioneiro e sonha fugir do palácio com a sua paixão secreta: Chan, a filha do médico imperial. Já Jai preocupa-se sobretudo com a saúde e com a obsessão da Imperatriz por crisântemos dourados. E, enquanto isso, o Imperador tem planos secretos que a maioria desconhece. Durante as grandiosas e belíssimas festividades, segredos obscuros serão revelados, rebeliões insurgir-se-ão e o sangue manchará o dourado das flores. Entre o amor e o desejo, existirá um vencedor? "A Maldição da Flor Dourada" é o último filme de Zhang Yimou, o aclamado realizador chinês, autor de "O Segredo dos Punhais Voadores" e "Herói".

## Elenco
- Chow Yun-Fat como Imperador Ping
- Gong Li como Imperatriz Phoenix
- Jay Chou como Príncipe Jai
- Liu Ye como Príncipe herdeiro Wan
- Qin Junjie como Príncipe Cheng
- Li Man como Chan, a filha do médico imperial
- Ni Dahong como médico imperial
- Chen Jin como esposa do médico imperial [6]

Para completar as personagens de Chow Yun-Fat e Gong Li, foram necessários quarenta artesãos pelo período de dois meses para desenvolver os seus trajes. O Festival Chong Yang é celebrado na China desde os tempos mais remotos, sendo também conhecido como o Festival do Duplo Nove. O motivo desta festividade justifica-se pela razão de que o número "6" foi pensado para ser de caráter Yin, que significa feminino ou negativo, enquanto número “9″ foi pensado para ser Yang, significando masculino ou positivo. Portanto, pelo número nove presente a 9 de setembro, ou seja, no nono (9º) dia do nono (9º) mês do ano criaram o Festival Duplo Nove também chamado de Chong Yang. "Chong" em chinês significa "duplo". Foi então que os antigos chineses elegeram este, um dia para a comemoração, criando este festival há várias gerações. O festival Duplo Nove determina também o dia das flores crisântemo.